# ماسیمو گوبی
ماسیمو گوبی (به ایتالیایی: Massimo Gobbi) بازیکن فوتبال اهل ایتالیا است که از سال ۲۰۰۶ میلادی عضو تیم ملی فوتبال ایتالیا بوده و در ۱ بازی ملی حضور داشته‌است. وی در پُست مدافع بازی می‌کند. او در بازی‌های ملی‌اش گلی به ثمر نرساند.
ماسیمو گوبی آخرین بازی ملی خود را در سال ۲۰۰۶ میلادی انجام داد.